# 嚴環戀
嚴環戀（越南语：／，1871年—1923年），越南阮朝官員。

## 生平
嚴環戀是河內省應和府山朗縣和舍社（今屬河內市應和縣和舍社）人，兄長嚴珠慧爲成泰九年（1897年）丁酉科河南場舉人，兄長嚴琯聰也是阮朝官員。祖父嚴念（原名嚴恕）爲嗣德二十年丁卯科舉人。
1919年，被任命爲陸岸三項知縣。1920年，改調興仁縣。1923年在家鄉和舍社病逝，享壽53歲。

## 家庭
子女包括越南共和國外交官嚴美、教授嚴騰和考古學家嚴審。